# مهدی‌قلی مسعودانصاری
 مهدی‌قلی مسعودانصاری  بازیکن سابق فوتبال اهل ایران بود. وی سابقه بازی در تیم‌های شاهین تهران و تاج تهران را دارد. او در فرودین ۱۳۵۷ درگذشت.
وی سابقه ۴ بازی و ۲ گل ملی نیز در کارنامه دارد.